# گایرینال
گایرینال (به انگلیسی: Gyrinal) یک ترکیب شیمیایی با شناسه پاب‌کم ۶۴۴۳۷۷۴ است. که جرم مولی آن ۲۳۴٫۲۹ g/mol می‌باشد. 